# Amaranto de Albi
Amaranto de Albi (Albi?, s. III - Albi, ca. 260) fue un predicador cristiano, evangelizador del Albigés. Es venerado como santo por la Iglesia católica y ortodoxa.

## Biografía
No se conservan datos de su vida, y la Passio antigua ha desaparecido. Solo lo conocemos por los datos aportados por Gregorio de Tours y la tradición.
Gregorio de Tours lo nombra “Amaranto, enterrado cerca de la ciudad de Albi”, y dice de él que después de haber sido detenido y torturado durante las persecuciones en los cristianos, fue martirizado en Albi, posiblemente en tiempo de Saturnino de Tolosa y del emperador Decio, a mediados del siglo III. Desde Tolosa, habría ido a predicar a Albigés, donde la comunidad cristiana debería haberse formado hacia la segunda mitad del siglo IV, dando lugar a la diócesis de Albi en el siglo V.

## Veneración
Fue muy venerado por el obispo Eugenio de Cartago, que quiso ser enterrado cerca de su tumba, situada a tres kilómetros al este de Albi. Allí se construyó una capilla, que ya era venerada y meta de peregrinación en tiempo de Gregorio de Tours. En el siglo IX, el cuerpo de Amaranto fue llevado a Vius, en una comunidad de canónigos y en 1494 fue nuevamente trasladado por el obispo Louis d'Amboise, en la Catedral de Albi.